# دييغو رودريغيز (لاعب كرة قدم مواليد 1991)
دييغو رودريغيز (بالإسبانية: Diego Martín Rodríguez)‏ هو لاعب كرة قدم أوروغواياني في مركز الدفاع، ولد في 8 يناير 1991 في مونتيفيديو في الأوروغواي. شارك مع منتخب الأوروغواي تحت 20 سنة لكرة القدم. أما مع النوادي، فقد لعب مع فانكوفر وايتكابس ومونتيفيديو واندررز ونادي مالقا ونادي يونيفرسيتاريو.

## وصلات خارجية
- دييغو رودريغيز (لاعب كرة قدم مواليد 1991) على موقع قاعدة بيانات كرة القدم.إي يو (الإنجليزية)
- دييغو رودريغيز (لاعب كرة قدم مواليد 1991) على موقع Soccerway.com (الإنجليزية)
- دييغو رودريغيز (لاعب كرة قدم مواليد 1991) على موقع AS.com (الإسبانية)